# Kvaløya
Kvaløya (Isola delle balene), indicata in lingua sami settentrionale come Sállir ed in italiano anche come isola di Kvaloy, è un'isola della Norvegia settentrionale situata nell'area urbana di Tromsø.
Ha una superficie di 737 km² ed è la nona isola del paese in termini di superficie.
Ad est è collegata a Tromsøya tramite il ponte di Sandnessund, all'isola di Ringvassøya situata a nord tramite un tunnel sottomarino (Kvalsund Tunnel), e a Sommarøy a ovest tramite il ponte di Sommarøy.
Nella parte centro-orientale dell'isola, sul tratto di costa di fronte a Tromsøya, si sviluppano i quartieri di Kvaløysletta e Storelva facenti parte dell'agglomerato urbano di Tromsø.
L'isola è prevalentemente montuosa con numerosi rilievi che superano i 700 m s.l.m. e tre montagne oltre i 1000 m, la più elevata è il Store Blåmann (grande uomo blu 1044 m s.l.m.)
Vi sono inoltre numerosi fiordi. Nel braccio di mare che la separa dalla terraferma scorre una corrente detta Rystraumen nei cui pressi, sul lato dell'isola a 30 km dalla città vi è una frequentata area per la pesca. Tra l'isola e la terraferma vi è una piccola isola chiamata Ryøya con una piccola popolazione di buoi muschiati, l'unica della Norvegia settentrionale.
Gli abitanti dell'isola sono 11 300 per lo più residenti nella parte orientale nei pressi del ponte di Sandnessund.